# Оперативная группировка войск «Таврия»
Оперативная группировка войск «Таврия» (ОГВ «Таврия») (укр. Оперативне угруповання військ «Таврія») — оперативное объединение Вооружённых сил Украины. Создано во время полномасштабного российского вторжения на территорию Украины.
По состоянию на лето 2023 на востоке граничило с оперативно-стратегической группировкой войск (ОСГВ) «Хортица».
На июль 2024 года оперативно-стратегическая группировка войск «Таврия» была переформатирована в оперативную группировку войск «Таврия»; реорганизация состоялась весной или в начале лета в рамках обновления структуры Сил обороны Украины.

## История
На ноябрь 2022 года имело название ОСГВ «Херсон».
17 декабря 2022 года оперативная группировка «Таврия» получила дополнительную военную технику.
4 сентября 2023 года президент Украины Владимир Зеленский в рамках рабочей поездки в Запорожскую область побывал в командных пунктах боевых бригад в составе ОСГВ «Таврия». Зеленский вместе с первым заместителем министра обороны Александром Павлюком, командующим ОСУВ «Таврия» Александром Тарнавским и командующим Десантно-штурмовыми войсками ВСУ, командующим ОТУ «Марун» Максимом Миргородским посетил командные пункты 148-й отдельной артиллерийской бригады, 82-й отдельной десантно-штурмовой бригады и 71-й отдельной егерской бригады.
19 сентября 2023 года главнокомандующий ВСУ генерал Валерий Залужный с начальником Генерального штаба генерал-лейтенантом Сергеем Шапталой провели совместную работу с командующими и командирами бригад ОСГВ «Таврия».

## Состав
- 23-я отдельная механизированная бригада[6][7]
- 35-я отдельная бригада морской пехоты[8]
- 55-я отдельная артиллерийская бригада[8]

## Командование
- (2022) бригадный генерал Александр Тарнавский[9][10][11][12]